# HD 70302
HD 70302 è una stella gigante gialla di magnitudine 6,12 situata nella costellazione della Poppa. Dista 712 anni luce dal sistema solare.

## Osservazione
Si tratta di una stella situata nell'emisfero celeste australe; grazie alla sua posizione non fortemente australe, può essere osservata dalla gran parte delle regioni della Terra, sebbene gli osservatori dell'emisfero sud siano più avvantaggiati. Nei pressi dell'Antartide appare circumpolare, mentre resta sempre invisibile solo in prossimità del circolo polare artico. Essendo di magnitudine pari a 6,1, non è osservabile ad occhio nudo; per poterla scorgere è sufficiente comunque anche un binocolo di piccole dimensioni, a patto di avere a disposizione un cielo buio.
Il periodo migliore per la sua osservazione nel cielo serale ricade nei mesi compresi fra dicembre e maggio; da entrambi gli emisferi il periodo di visibilità rimane indicativamente lo stesso, grazie alla posizione della stella non lontana dall'equatore celeste.

## Sistema stellare
HD 70302 è un sistema stellare formato da due componenti. La componente principale A è una stella di magnitudine 6,12. La componente B è di magnitudine 12,9, separata da 5,6 secondi d'arco da A e con angolo di posizione di 008 gradi.